# Isabelle Autissier
Isabelle Autissier, née le 18 octobre 1956 dans le 12e arrondissement, est une navigatrice française. Elle est notamment la première femme à avoir accompli un tour du monde en solitaire lors d'une compétition, en 1991. Installée à La Rochelle depuis 1980, elle est également écrivaine et militante écologiste, présidente d'honneur du WWF-France.

## Biographie

### Jeunesse et études
Isabelle Marie Clotilde Autissier, née à Paris, passe sa jeunesse à Saint-Maur-des-Fossés en région parisienne. Elle découvre la voile en Bretagne dès l'âge de 6 ans. Elle a quatre sœurs.
En 1978, elle sort de l'École nationale supérieure agronomique de Rennes avec un diplôme d'ingénieur agronome (spécialisation en halieutique), sa promotion comptant 80 élèves dont cinq femmes.
En 1980, elle mène pour le compte du CORPECUM une recherche sur les langoustines et les gros crustacés. Cette activité de recherche se prolonge pour le compte de l'IFREMER, à La Rochelle sur les pêcheries du golfe de Gascogne[réf. souhaitée]. De 1984 à 1990, elle enseigne à l'École maritime et aquacole de La Rochelle. Elle y construit son premier bateau, Parole.

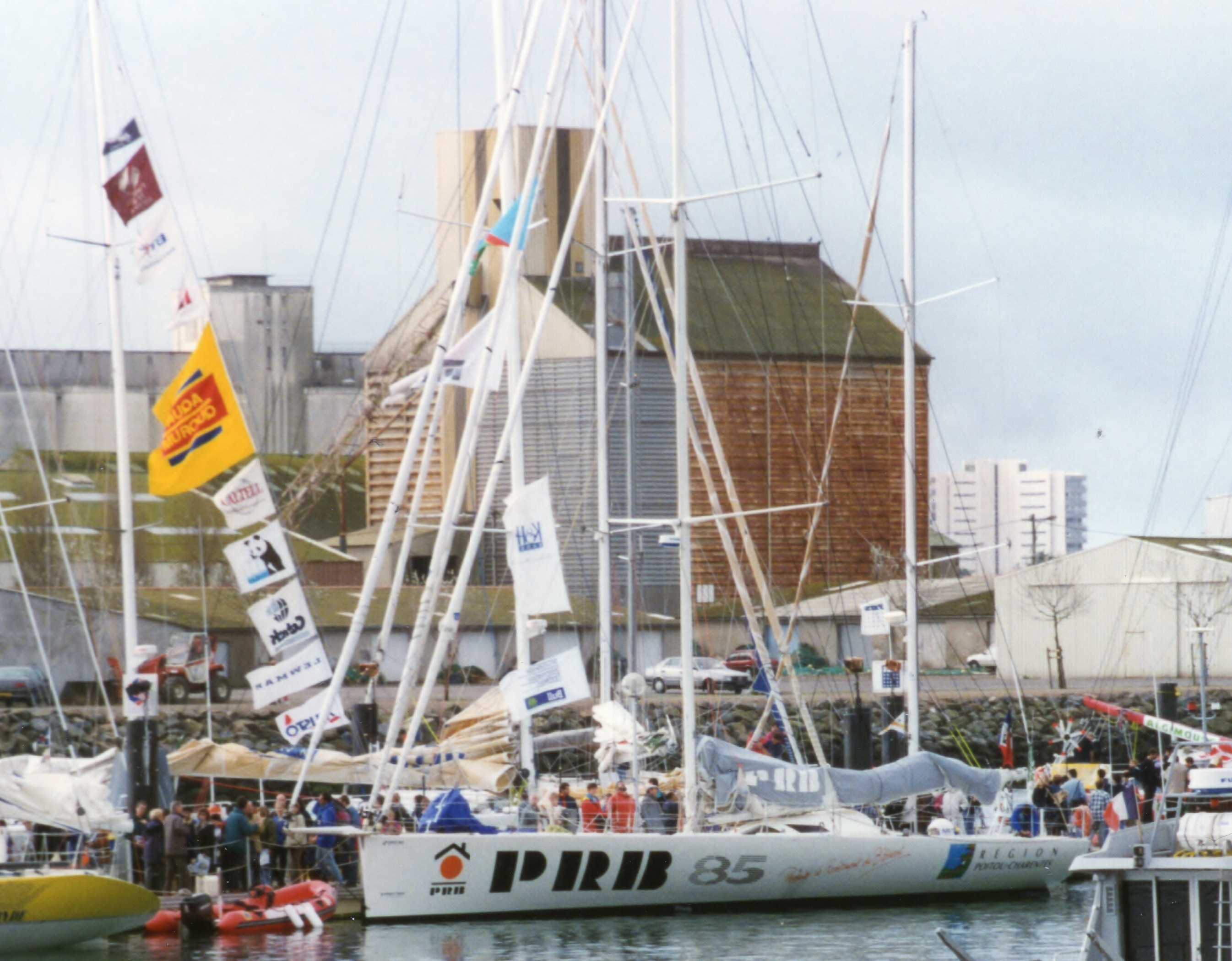
PRB bateau d'Isabelle Autissier, au départ du Vendée Globe 1996-1997.

### Carrière
À 34 ans, Isabelle Autissier arrête sa carrière universitaire pour se consacrer à la navigation.
En 1991, elle fonde avec Christophe Auguin, Alain Gautier et Jean-Luc Van Den Heede l'association IMOCA, pour regrouper les skippers des monocoques de 60 pieds. La même année, elle termine 7e au cours du BOC Challenge en réalisant l'exploit d'être la première femme à faire un tour du monde en course en solitaire,. C'est cette réussite qui la pousse à abandonner l'enseignement pour se consacrer entièrement à la course au large. En 1994, lors de l'édition suivante, son Ecureuil Poitou-Charentes démâte puis est détruit par une vague au sud de l'Australie.
À son retour, sa nouvelle notoriété lui permet d'obtenir le soutien de l'entreprise vendéenne PRB (« Produits de revêtements du bâtiment ») et de lancer la construction d'un nouveau 60 pieds. Elle fait alors appel à l'architecte Jean-Marie Finot et au constructeur Marc Pinta pour mettre au point le premier 60 pieds Open à quille basculante, avec le Geodis d'Auguin. Avec PRB, lancé en juillet 1996, elle participe au Vendée Globe 1996-1997,, course au cours de laquelle elle est mise hors course à la suite de son arrêt au Cap pour réparer un safran endommagé, mais elle repart pour finir ce tour du monde et arriver 4 jours après le vainqueur. Au cours de cette course où les concurrents ont affronté des conditions extrêmement difficiles, elle fait demi-tour en pleine tempête pour essayer de retrouver Gerry Roufs, dont la balise Argos avait cessé d'émettre, mais elle n'arrive malheureusement pas à le repérer et finit par reprendre sa route après avoir lutté contre des conditions extrêmes qui feront se coucher son bateau à plusieurs reprises.
En 1999, au cours de la course en solitaire autour du Monde Around Alone (ex-Boc Challenge), elle chavire à 25 nœuds et son bateau reste à l'envers,. Le skipper italien Giovanni Soldini viendra la sauver. C'est probablement cet accident qui accéléra la décision d'Isabelle Autissier d'abandonner les courses en solitaire. Elle continue néanmoins quelques courses en équipage.
Isabelle Autissier s'est également tournée vers l'écriture. Après plusieurs récits, essais, ainsi qu'un livret d'opéra, Homo Loquax, publiés dès 2006, elle publie en 2009 son premier roman, Seule la mer s'en souviendra, l'histoire d'une supercherie en mer inspirée d'un fait réel – l'affaire Crowhurst en 1969.
En décembre 2009, elle est élue présidente de la branche française du World Wildlife Fund (WWF).
En 2012, elle présente Les récits d'Isabelle Autissier, émission diffusée tous les dimanches sur France Inter. Elle a également présenté In extremis au cours de l'été sur cette même radio. L'émission prend fin en 2016,, et elle se consacre depuis à ses associations caritatives, dont le WWF.
En 2024, elle postule à l'Académie française. Elle retire néanmoins sa candidature en avril suivant.

## Fonctions
- Membre du Conseil économique, social et environnemental de 2015 à 2021[17].
- Membre du conseil consultatif des Terres australes et antarctiques françaises depuis 1995 (renouvelée en 1998 et en 2003)[18].
- Membre du Conseil de gestion du Parc naturel marin des Glorieuses (arrêté conjoint 2012-89 du 17 août 2012)
- Administratrice du Parc national de Port-Cros[19].
- Administratrice de la Fondation de France.
- Ambassadrice de la Fédération internationale des ligues des droits de l’Homme.
- Vice-présidente du groupe 1 du Grenelle de la mer (« La délicate rencontre entre la terre et la mer »).
- Présidente de la branche française du World Wildlife Fund for Nature (2009-2021)[20]
- Présidente de l'École de la mer (Espace de Culture Océane du Littoral et de l'Environnement)[21].
- Marraine du Prince d'Eckmühl, le canot de sauvetage SNSM du port de Saint-Guénolé à Penmarc'h[22]
- Marraine de la Korrigane, le navire scientifique à basse consommation d'énergie de la station marine de Dinard du Muséum national d'Histoire naturelle[23]

## Palmarès sportif
- 1987 : termine 3e de la mini-transat sur Écureuil Poitou-Charentes.
- 1989 : termine 12e la solitaire du Figaro.
- 1991 : termine 7e au cours du BOC Challenge, malgré un démâtage dans la 2e étape. C'est au cours de cette course qu'elle devient la première femme à réaliser un tour du monde en solitaire en compétition en 139 jours et 4 heures.
- 1994 : elle pulvérise, le 23 avril, le record à la voile de New York-San Francisco par le Cap Horn en 62 jours 5 heures et 55 minutes avec son équipage (Lionel Lemonchois, Luc Bartissol et Pascal Boimard), en faisant 14 jours de moins que le précédent record[24].
- 1998 : termine 2e avec son équipage (David Adams, Luc Bartissol, Lionel Lemonchois et Jean Saucet) derrière Yves Parlier dans la course la Route de l'Or[25].

## Distinctions

### Décorations
- Commandeure de la Légion d'honneur en 2020[26], officier du 11 juillet 2008[27], chevalier du 30 mai 2000[28]
- Grand officier de l'ordre national du Mérite (décret d'élévation du 15 mai 2025) ; commandeur du 24 janvier 2017[29],[30], officier du 15 novembre 2004[31], chevalier du 13 mai 1996[32]
- Commandeure de l'ordre des Arts et des Lettres en 2022[33], chevalière en 2009[34]
- Médaille de la jeunesse, des sports et de l'engagement associatif, or

### Distinctions académiques
- Grand prix de l’Académie des sports, en 1994
- Docteure honoris causa de l'université catholique de Louvain, Belgique, en 2007[35]

### Autres distinctions
- Marin de l'année 1995, femme, Sailor of the year[36] de l’ISAF
- Trophée Micheline Ostermeyer le 6 décembre 2006 (statuette d'après la Discobole du sculpteur Jacques Gestalder érigée à l'INSEP près du stade Gilbert Omnès)
- Membre du Corps des Écrivains de Marine
- Désignée Gloire du sport dans la promotion 2011[37].
- Prix du rayonnement environnemental 2019, pour être engagée dans le domaine du climat et de la biodiversité, à œuvrer à la tête du WWF France[38].
- Une rose est baptisée Isabelle Autissier en 1999.
- Une salle de la médiathèque La Boussole  porte son nom à Saint-Dié-des-Vosges. Elle y accueille régulièrement des conférences du Festival international de géographie, festival qui décerna successivement deux prix littéraires, en 2009 puis 2015, à Isabelle Autissier (respectivement le prix Amerigo-Vespucci et  le prix Ptolémée).

## Publications
- Rendez-vous avec la mer, avec Antoine Le Séguillon (Solar, 1996)
- Une solitaire autour du monde, avec Éric Coquerel (Arthaud, 1997)
- Kerguelen, le voyageur au pays de l'ombre (Grasset, 2006) Prix Gens de mer, remis lors du festival Étonnants Voyageurs de Saint-Malo en 2006
Prix du Cercle de la mer 2006
- Salut au Grand Sud, avec Erik Orsenna (Stock, 2006)
- Versant océan : l'île du bout du monde avec Lionel Daudet (Grasset, 2008)
- Seule la mer s'en souviendra, roman (Grasset, 2009) Prix Amerigo-Vespucci, remis lors du 20e festival international de géographie en 2009
Prix Livre et Mer, remis lors du salon du livre maritime de Concarneau de 2010
Prix Vent du large, remis lors du salon du livre de mer de Noirmoutier
Prix Marine 2010 de l'Acoram
- L’Amant de Patagonie (Grasset, 2012) Prix Maurice-Genevoix 2013
- La Terre pour horizon, entretiens avec Isabelle Autissier (Presses de l'Île-de-France, 2013)
- Passer par le Nord, la nouvelle route maritime, en collaboration avec Erik Orsenna (éditions Paulsen, 2014) Prix Ptolémée de géographie, remis lors du 26e festival international de géographie en 2015
- Soudain, seuls, roman (Stock, 2015)
- Oublier Klara, roman (Stock coll. « La bleue », 2019)[2] Prix du roman Version Femina 2019
- Le Naufrage de Venise, roman (Stock coll. « La bleue », 2022)
- La Fille du grand hiver, biographie (Paulsen, 2025)

### Contes éducatifs marins sous forme d'album-cd
- Zoë et le dauphin (Editions 2 pies tant mieux, 2015)
- Zoë et le goéland (Editions 2 pies tant mieux, 2016)
- Zoë et les sardines (Editions 2 pies tant mieux, 2017)
- Zoë et la méduse (Editions 2 pies tant mieux, 2018)